# Кулеша Ірина Михайлівна
Ірина Михайлівна Кулеша  (біл. Ірына Кулеша, 26 червня 1986) — білоруська важкоатлетка.

## Виступи на Олімпіадах
| Олімпіада   | Важка категорія | Місце                     |
| ----------- | --------------- | ------------------------- |
| Пекін 2008  | важка           | (4) дискваліфікація       |
| Лондон 2012 | важка           | ( Бронза) дискваліфікація |

У серпні 2015 року розпочалися повторні аналізи на виявлення допінгу зі збережених зразків з Олімпійських ігор у Пекіні 2008 року та Лондоні 2012 року.
Перевірка зразків Кулеши з Пекіна 2008 року призвела до позитивного результату на заборонену речовину — дегідрохлорметилтестостерон (туринабол). Рішенням дисциплінарної комісії Міжнародного олімпійського комітету від 17 листопада 2016 року в числі інших 16 спортсменів вона була дискваліфікована з Олімпійських ігор в Пекіні 2008 року і позбавлена четвертого місця і відповідного диплому.
Перевірка зразків Кулеши з Лондона 2012 року призвела до позитивного результату на заборонену речовину дегідрохлорметилтестостерон (мастабал) і станозолол. Рішенням дисциплінарної комісії Міжнародного олімпійського комітету від 21 листопада 2016 року в числі інших 12 спортсменів вона була дискваліфікована з Олімпійських ігор в Лондоні 2012 року і позбавлена бронзової олімпійської медалі.